# 沃溝線
沃溝線（オックせん 韓国語:옥구선）は、大韓民国全北特別自治道群山市の群山玉山信号場と沃溝駅を結ぶ韓国鉄道公社の鉄道路線（貨物線）である。
沃溝線の開通当時の路線名は群山飛行場線であり、朝鮮戦争の際の国連軍（米国第7空軍）の群山飛行場への補給品輸送を目的とした軍事目的の鉄道であった。沃溝線は1952年5月20日に国連軍によって着工され、1953年2月25日に完成した。1955年9月1日から沃溝線と改称された。一時、ピドゥルギ号が運行されたが、1990年代以降、旅客取り扱いは中止された。
2011年4月1日からは定期運行を再開したが、群山港線の工事に伴い、2016年から2020年まで運行が中断された。2020年12月10日には群山港線開通に伴い支線として営業が再開された。

## 路線データ
- 路線距離:7.9km
- 軌間:1,435mm（標準軌）
- 駅数:2駅
- 地上区間:全線

## 駅一覧
- 駅所在地は全線全北特別自治道群山市内。

| 駅名           | 駅名           | 駅名       | 駅間キロ (km) | 累計キロ (km) | 接続路線               |
| 日本語         | ハングル       | 英語       | 駅間キロ (km) | 累計キロ (km) | 接続路線               |
| -------------- | -------------- | ---------- | ------------- | ------------- | ---------------------- |
| 群山玉山信号場 | 군산옥산신호장 | Gusanoksan | 0.0           | 0.0           | 韓国鉄道公社：群山港線 |
| 沃溝駅         | 옥구역         | Okku       | 7.9           | 7.9           |                        |

### 廃駅
- 上坪駅 - 群山貨物駅と沃溝駅の間に存在した。1980年12月31日廃止。